# Heinrich Reichold
Wilhelm Heinrich Reichold (* 18. Juli 1930 in Mudau; † 2. Oktober 1979 in Regensburg) war ein deutscher Gewerkschafter und Politiker (CSU). Von 1978 bis 1979 war er Mitglied des Deutschen Bundestages.

## Leben
Nach dem Besuch des Humanistischen Gymnasiums absolvierte Reichold von 1949 bis 1951 eine Ausbildung im Bereich Bautechnik und Verwaltung. Im Anschluss arbeitete er als Angestellter in der Privatwirtschaft. Er wechselte 1959 in den Dienst der Bundeswehrverwaltung, besuchte drei Jahre später eine Fortbildung für den gehobenen Dienst an der Bundeswehrfachschule in Mannheim und war danach als Bezirksverwalter und stellvertretender Außenstellenleiter sowie als Vorsitzender des Gesamtpersonalrates an der Standortverwaltung der Bundeswehr in Cham tätig. Des Weiteren war er Bezirkspersonalrat bei der Wehrbereichsverwaltung VI in München und von 1966 bis 1969 Mitglied des Hauptpersonalrates im Bundesministerium der Verteidigung.
Reichold war seit 1959 Mitglied der Gewerkschaft Öffentlicher Dienst (GÖD) im Christlichen Gewerkschaftsbund (CGB). Seine gewerkschaftlichen Funktionen waren Ortskartellvorsitzender und Bezirksvorsitzender des CGB sowie Landesvorsitzender Bayern und Bundesvorsitzender der GÖD im CGB. Des Weiteren war er Vorsitzender des Deutschen Familienverbandes für den Bezirk Oberpfalz.
Reichold trat 1959 in die CSU ein. Innerhalb der Partei bekleidete er Funktionen als Orts-, Kreis- und Bezirksvorsitzender, gehörte dem Landesvorstand an und war stellvertretender Landesvorsitzender der Christlich-Sozialen Arbeitnehmerschaft.
1966 erfolgte seine Wahl in den Stadtrat der Stadt Roding, wo er ab 1978 als Wirtschaftsbeauftragter tätig war. Am 4. Dezember 1978 rückte Reichold für Franz Josef Strauß, der zuvor zum Bayerischen Ministerpräsidenten gewählt wurde, in den Deutschen Bundestag nach und blieb dort Mitglied bis zu seinem plötzlichen Tod am 2. Oktober 1979. Im Parlament war er Mitglied des Ausschusses für Jugend, Familie und Gesundheit. Nach seinem Tod rückte für ihn Ursula Männle in den Bundestag nach.
Reichold war verheiratet und hatte zwölf Kinder. Sein Sohn, Franz Reichold, war von 1996 bis 2020 Bürgermeister der Stadt Roding.